# Lego Friends
Lego Friends je specifická řada stavebnice Lego věnovaná zejména dívkám, která se začala prodávat roku 2012. Místo tradičních lego figurek jsou figurky Lego Friends detailnější a realističtější. Hlavními postavami řady jsou kamarádky Andrea, Olivia, Stephanie, Mia a Emma, které žijí ve fiktivním městě Heartlake. Roku 2014 vyšel na téma této řady i seriál. Řada Lego Friends je jedním z největších komerčních úspěchů společnosti Lego.[zdroj?] V roce 2023 bylo předěláno obsazení hlavních postav a designy krabic. 

## Stavebnice
Řada sleduje životy postav Andrey, Olivie, Stephanie, Mii a Emmy, sestavit lze jejich domy, auta, koníčky i místa ve městě Heartlake. Kostičky jsou kompatibilní s ostatním sortimentem Lego. S řadou Lego Friends bylo představeno několik nových barev kostiček, například fialová, levandulová, šedozelená a tyrkysová. 

## Postavy
Ve hře se vyskytují tyto postavy:
- Andrea – sebevědomá a charismatická zpěvačka
- Emma – kreativní a nápaditá postava, která se vyjadřuje prostřednictvím umění
- Mia – milovnice zvířat a přírody, matka Autumn
- Olivia – zvídavá dívka s vášní pro vědu
- Stephanie – miluje sport, zdraví a fitness
- Autumn – dcera Mii, miluje přírodu a zvířata
- Aliya – pilná studentka, ale dává i opsat úkol
- Leo – miluje pečení a fotbal
- Olly – miluje módu
- Liann – miluje kreslení, vtipy a skateboarding
- Paisley – miluje zpěv a hraní na kytaru
- Nova – miluje hry
- Zac – miluje hry

## Uvedení na trh
Od roku 2008 se diskutovalo o uvedení nové řady a nahrazení původní primárně dívčí řady Belville. Roku 2014 bylo na trh uvedeno prvních 14 sad Lego Friends. První vlna zahrnovala celkem 23 sad. Větší sady zahrnovaly například veterinární stanici, kavárnu nebo kosmetický salón.  
Roku 2020 ve spolupráci s National Geographic vzniklo několik stavebnic Lego Friends zaměřených na přírodu, ochranu zvířat a životního prostředí. 

## Kontroverze
Již uvedením prvních sad sklidila stavebnice Lego Friends velkou kritiku za posílení genderových stereotypů. Vzniklo několik kampaní a skupin, kterým se nelíbilo nadměrné použití růžové barvy či škála aktivit, kterými se postavy Lego Friends zabývají. Spoluzakladatelka kampaně Pink Stinks, Abi Moore, poznamenala: „Chceme hračky, které nabízejí všem dětem všechny různé příležitosti. Myslíme si, že košíčky, oslavy a vše, co se točí kolem volného času, je jen únavné a silně stereotypní." Petice hnutí Spark dosáhla ve Spojených státech amerických 50 000 podpisů s cílem přesvědčit společnost Lego, aby změnila svou marketingovou strategii. Kampaň za dětství bez komerčních produktů nominovala Lego Friends na cenu TOADY (Toys Oppressive And Destructive to Young Children), což je cena za „nejhorší hračku", protože se domnívala, že řada Lego Friends byla „tak zaseknutá do povýšených stereotypů, že by se i Barbie červenala“. Společnost Lego však na kritiku reagovala tvrzením, že řada byla výsledkem výzkumu 3000 dívek, jež chtěly najít ve stavebnicích Lego nějaký význam.
V reakci na další kritiku vznesenou roku 2014 dopisem sedmileté dívky o povaze aktivit dívek v Lego sadách vydala skupina Lego stavebnici s tematikou výzkumného ústavu, která zahrnovala paleontoložku, astronomku a chemičku.

## V médiích

### Seriály

#### Friends: Kámošky z Heartlake City
Premiéra proběhla 3. prosince 2013. Každá epizoda trvala cca 25 minut.

#### Friends: Síla přátelství
Seriál vysílaný společností Netflix od 4. března 2016.

#### Friends: Dívky s posláním
Televizní seriál z roku 2018 čítající čtyři série.

### Knihy
Dosud[kdy?] byly vydány tři knihy na téma Lego Friends. Publikace Lego Friends: Welcome to Heartlake City a Lego Friends: Perfect Pet Show byly vydány 18. června 2012 společností Dorling Kindersley (DK). Dne 17. září 2012 vydalo totéž nakladatelství knihu Lego Brickmaster na téma Lego Friends.

### Videohra
Videohra Lego Friends je simulační videohra vyvinutá společností Hellbent Games a publikovaná společností Warner Bros. Interactive Entertainment. Nejprve vyšla pro systém Nintendo, později i pro zařízení iOS.

### Časopis
V červenci 2014 začal vycházet měsíčník Lego Friends. Vzniklo celkem 78 čísel. Od roku 2023 vychází časopisy Lego Friends s novými postavami. 

### Film
Dne 2. února 2016 byl vydán společností Warner Bros. film na Blu-ray s názvem Lego Friends: Girlz 4 Life. Postavy Lego Friends se objevily také v pokračování filmu LEGO příběh. 